# Frédéric Cadet
Pour les articles homonymes, voir Cadet.
Frédéric Cadet est un universitaire et homme politique français né le 24 mars 1963 à Petite-Île, sur l'île de La Réunion.

## Biographie

### Carrière universitaire
Frédéric Cadet a une formation pluridisciplinaire en biochimie et biologie moléculaire, complétée par des études politiques, de management, de chinois et à l’Institut des hautes études de la défense nationale,.
Directeur du laboratoire de biochimie et génétique moléculaire à l’université de La Réunion, il développe des activités de recherche dans le domaine de la santé à travers la bio-informatique. Successivement premier vice-président (1994-1996) et doyen de la faculté des sciences et technologies (1997-2002), il est élu président de l’université en 2002. Serge Svizzero lui succède en mai 2004.
Il est l’auteur de plus d’une centaine de publications, actes scientifiques parus dans divers pays (France, États-Unis, Royaume-Uni, Inde, Pays-Bas) et est referee (expert international) pour divers périodiques scientifiques internationaux.
Frédéric Cadet est nommé recteur de l’académie de Poitiers lors du Conseil des ministres du 14 avril 2004. Il est le premier Réunionnais à occuper un poste de recteur.
En juillet 2016, il est nommé administrateur provisoire de l’université de La Réunion par Vêlayoudom Marimoutou, recteur de l’académie de La Réunion, après l’échec du vote pour l’élection du président.

### Parcours politique
Il est élu conseiller régional de La Réunion lors des élections régionales de 2010, sur la liste de Didier Robert. Il est nommé vice-président du conseil régional chargé des relations internationales, de la coopération, de l’innovation et de la recherche.